# Asteriidae

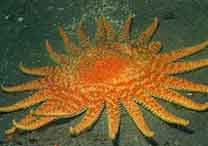
Pycnopodia helianthoides

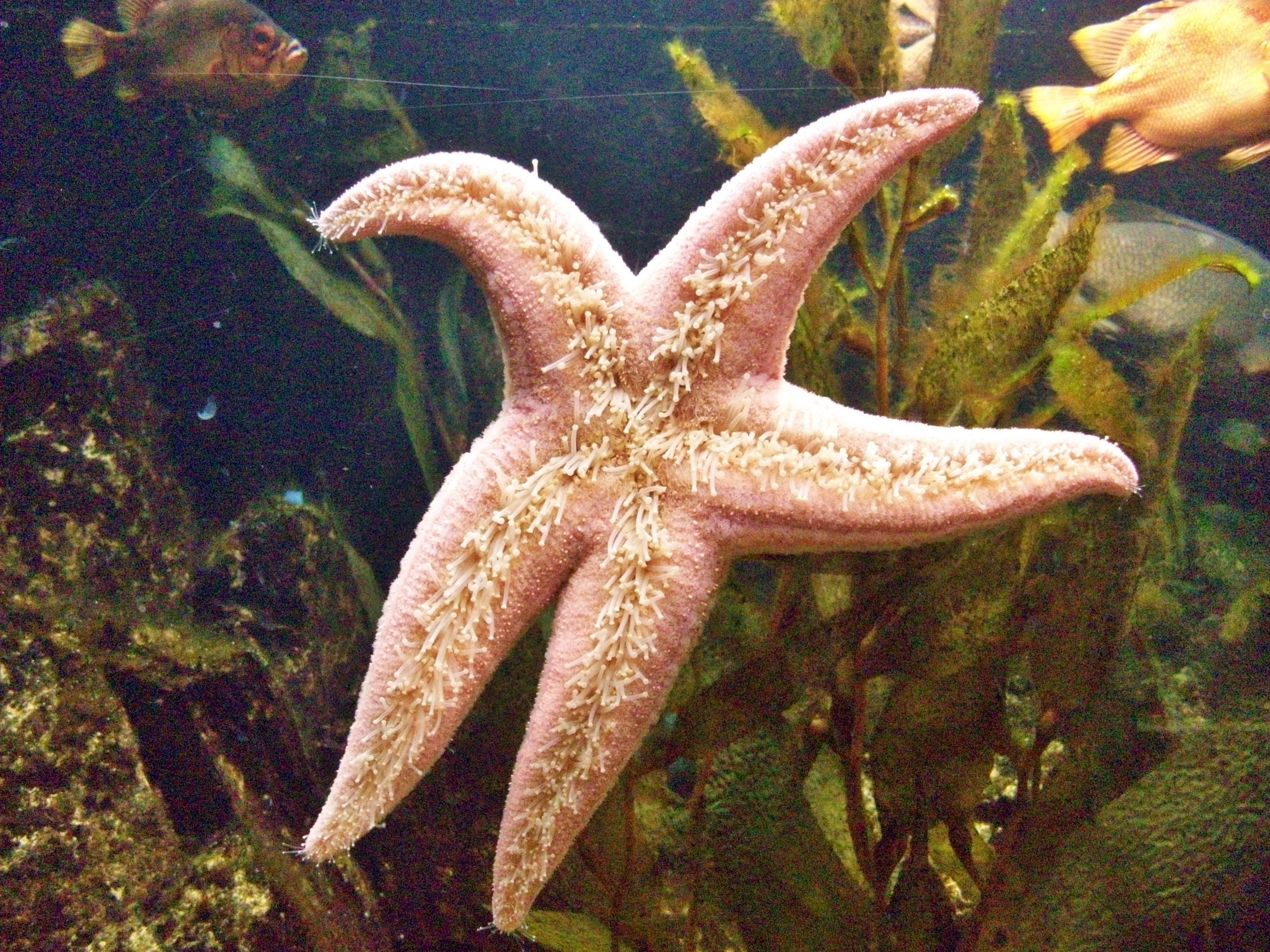
Pisaster brevispinus (Unterseite mit Saugfüßchen)

Die Familie Asteriidae ist mit fast 170 Arten in 40 Gattungen die drittgrößte Familie von Seesternen nach den Goniasteridae und Astropectinidae. Hierzu gehören die meisten an europäischen Küsten vorkommenden Seesterne.

## Merkmale
Die Seesterne der Familie Asteriidae haben in ihrer Haut netzartig angeordnete Kalkplättchen sowie Längsreihen einfacher Dornen. Es gibt meist sowohl gerade als auch gekreuzte Pedicellarien. Ein After ist stets vorhanden.
Der Magen kann wie bei einer Reihe anderer Seesternfamilien zur extraintestinalen Verdauung ausgestülpt werden. Allerdings ist unter diesen Seesternen die Fähigkeit, Muschelschalen, Armfüßergehäuse oder Opercula von Schnecken durch die Kraft der Saugfüßchen und Arme gewaltsam zu öffnen, Seeigelgehäuse (so beim Eisseestern) gar zu knacken, eine Besonderheit der Asteriidae, denn bei weitem nicht alle Seesterne mit kräftigen Saugfüßchen gelangen auf diese Weise an ihre Beute.

## Verbreitung und einige Arten
Die meisten Arten dieser Familie sind in gemäßigten und kalten Wasser zu finden, doch gibt es auch einige Arten in wärmeren Gegenden. So ist der Gemeine Seestern (Asterias rubens) im gesamten Atlantik einschließlich der Nordsee und Ostsee verbreitet. Den Eisseestern (Marthasterias glacialis) trifft man auch im Mittelmeer an. Dieser und der „Sonnenblumenseestern“ Pycnopodia helianthoides von der nordamerikanischen Pazifikküste, der mit seinen vielen Armen den Sonnensternen (Solasteridae) ähnelt, sind mit maximalen Durchmessern von etwa 1 m die beiden größten Seesternarten. Während viele Arten dieser Familie langsame Beutetiere wie Muscheln, Schnecken, Rankenfußkrebse oder Seeigel bevorzugen, können Stylasterias forreri und Astrometis sertulifera mit ihren Pedicellarien auch Zehnfußkrebse und kleine Fische fangen. Als Schlüsselart im Ökosystem der nordamerikanischen Pazifikküste gilt Pisaster ochraceus, der sich von zahlreichen Tierarten ernährt und Hauptfeind der ansonsten dominierenden Kalifornischen Miesmuschel (Mytilus californianus) ist. In Australien ist der aus dem Nordpazifik eingeschleppte Nordpazifische Seestern (Asterias amurensis) zu einem Problem für einheimische Arten geworden.

## Gattungen
- Ampheraster Fisher, 1923
- Anteliaster Fisher, 1923
- Aphanasterias
- Asterias Linnaeus, 1758
- Astrometis Fisher, 1923
- Coronaster Perrier, 1885
- Coscinasterias
- Evasterias Verrill, 1914
- Leptasterias Verrill, 1866
- Lethasterias Fisher, 1923
- Marthasterias
- Orthasterias Verrill, 1914
- Pedicellaster Sars, 1861
- Pisaster Müller & Troschel, 1840
- Pycnopodia Stimpson, 1862
- Rathbunaster Fisher, 1906
- Sclerasterias Perrier, 1891
- Stenasterias
- Stephanasterias Verrill, 1871
- Stichastrella
- Stylasterias Verrill, 1914
- Tarsaster Sladen, 1889
- Urasterias